# Liste der Kulturdenkmäler in Minderlittgen
In der Liste der Kulturdenkmäler in Minderlittgen sind alle Kulturdenkmäler der rheinland-pfälzischen Ortsgemeinde Minderlittgen aufgeführt. Grundlage ist die Denkmalliste des Landes Rheinland-Pfalz (Stand: 10. August 2023).

## Einzeldenkmäler
| Bezeichnung                                         | Lage                                         | Baujahr                           | Beschreibung                                                                      | Bild                           |
| --------------------------------------------------- | -------------------------------------------- | --------------------------------- | --------------------------------------------------------------------------------- | ------------------------------ |
| Katholische Filialkirche St. Maria, Simon und Judas | Kirchstraße 12 Lage                          | 1781                              | mittelalterlicher Turm, Saalbau bezeichnet 1781, kleiner Anbau bezeichnet 1931    | weitere Bilder Fotos hochladen |
| Bildstock                                           | Kirchstraße, bei Nr. 12 Lage                 | 1781                              | Kreuzigungsbildstock, bezeichnet 1781, Kruzifix bezeichnet 1881                   | weitere Bilder Fotos hochladen |
| Quereinhaus                                         | Zum Berggarten 1 Lage                        | 1810                              | Quereinhaus mit Backofenvorbau, bezeichnet 1810                                   | BW                             |
| Wegekreuz                                           | nordwestlich des Ortes an einem Feldweg Lage | 1767                              | barockes Schaftkreuz, bezeichnet 1767, Abschlusskreuz um 1900                     | BW                             |
| Heiligenhäuschen                                    | südöstlich des Ortes an der L 34 Lage        | erste Hälfte des 19. Jahrhunderts | giebelförmig geschlossener Block, wohl aus der ersten Hälfte des 19. Jahrhunderts | Fotos hochladen                |